# ザーリア (小惑星)
ザーリア (2088 Sahlia) は、小惑星帯に位置する小惑星である。パウル・ヴィルトがベルン郊外のツィンマーヴァルト天文台で発見した。
スイスの内科医で血液学者のヘルマン・ザーリー（Hermann Sahli, 1856年 - 1933年）に因んで名付けられた。